# Villers-Saint-Paul
Villers-Saint-Paul is een gemeente in het Franse departement Oise (regio Hauts-de-France). De plaats maakt deel uit van het arrondissement Senlis. Villers-Saint-Paul telde op 1 januari 2022 6.500 inwoners.

## Geografie
De oppervlakte van Villers-Saint-Paul De oppervlakte van Saint-Germer-de-Fly bedroeg op 1 januari 2022 4,93 vierkante kilometer; de bevolkingsdichtheid was toen 1.318,5 inwoners per km².

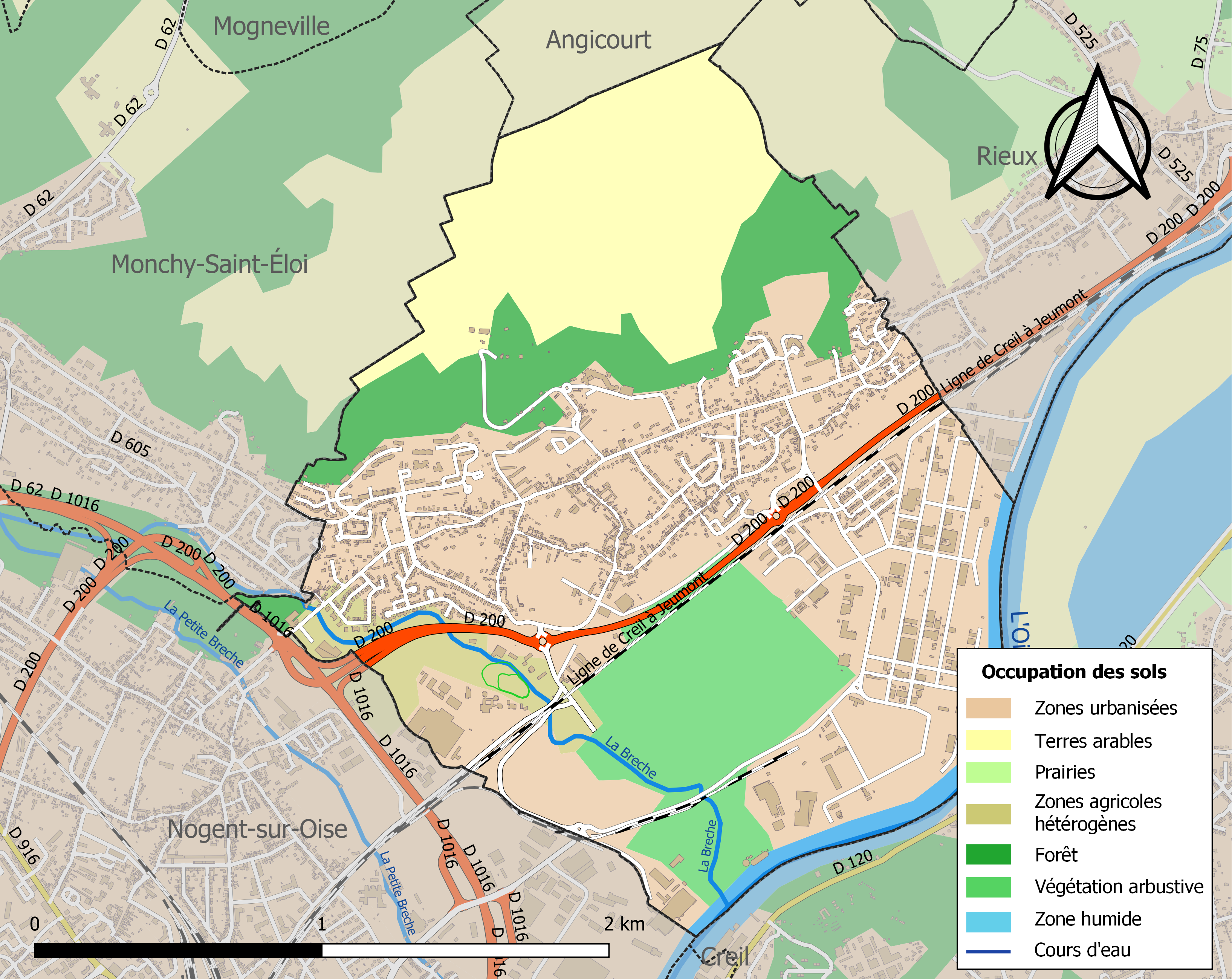
Kaart van de gemeente met belangrijkste infrastructuur, bodemgebruik en omliggende gemeenten

## Verkeer en vervoer
In de gemeente ligt spoorwegstation Villers-Saint-Paul.

## Demografie
Onderstaande figuur toont het verloop van het inwonertal (bron: INSEE-tellingen).